# Tropas Blindadas de Ucrania

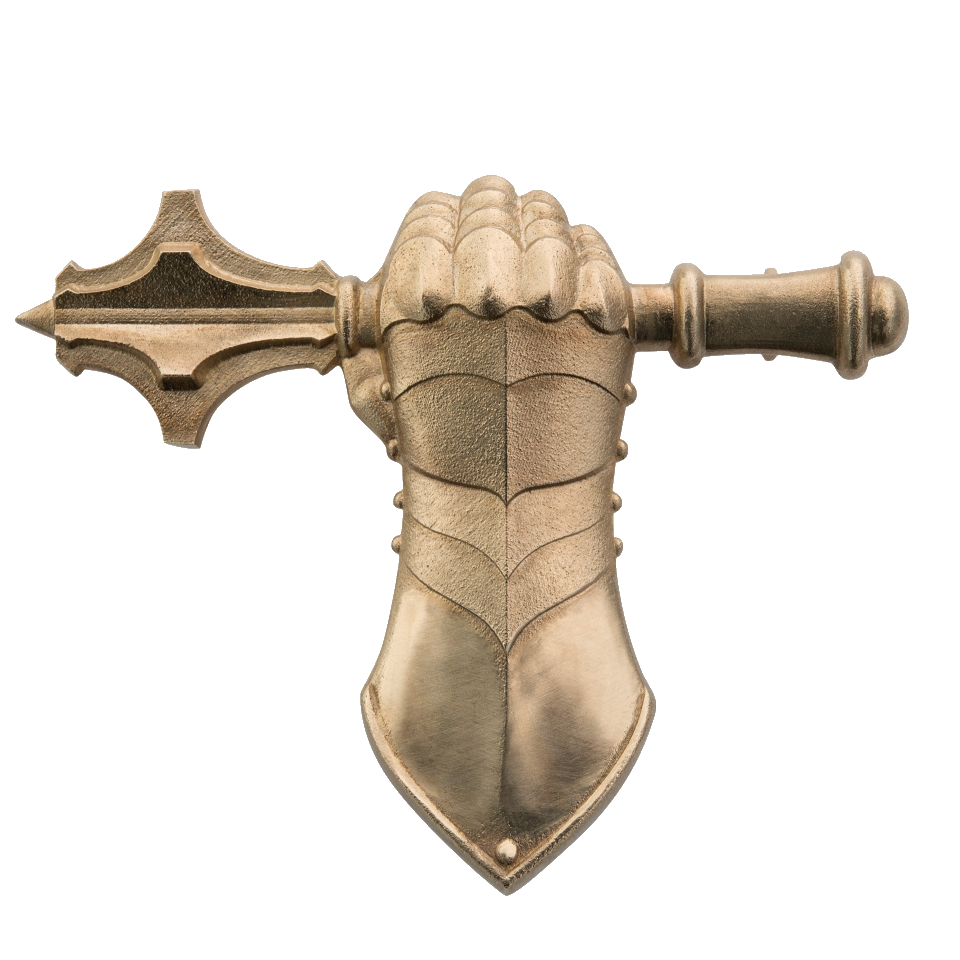
Insignia boina de las tropas de tanques.

Tropas Blindadas de Ucrania: (en ucraniano: Танкові війська, romanizado: Tankovi viys'ka) son el cuerpo de las Fuerzas Terrestres de Ucrania, la principal fuerza de ataque de las tropas terrestres ucranianas. Se utilizan principalmente en combinación con fuerzas mecanizadas en áreas clave y realizan las siguientes tareas:
- En Defensa: Apoyo de tropas mecanizadas para repeler el ataque enemigo y desarrollar contraataques;
- En Ataque: La aplicación de dar golpes poderosos para diseccionar y desbaratar las líneas enemigas con mayor profundidad, desarrollar el éxito y derrotar al enemigo en contra batallas y batallas.

## Deberes y Tareas
La base de las tropas blindadas en las Fuerzas Terrestres son las brigadas de tanques y los batallones de tanques de las brigadas de infantería (mecanizada, infantería ligera y montaña), que tienen gran resistencia a los factores de ataque tanto de armas convencionales como nucleares, potencia de fuego, alta movilidad y maniobrabilidad. Son capaces de hacer el uso más completo de los resultados del daño por fuego (nuclear) al enemigo y en poco tiempo lograr los objetivos finales de las operaciones de combate.
Las capacidades de combate de las formaciones de tanques les permiten realizar operaciones de combate activo día y noche, a una distancia considerable de otras tropas, aplastar al enemigo en contraataques y batallas, superar grandes áreas de contaminación radiactiva en movimiento, cruzando obstáculos de agua, y también para crear rápidamente una defensa fuerte y resistir con éxito el ataque de las abrumadoras fuerzas enemigas.

## Estructura actual
1. 1.ª Brigada de Tanques,,[1] Honcharivske,  Óblast de Chernígov.
2. 3.ª Brigada de Tanques  (Reserva), formada en 2016[2][3]
3. 4.ª Brigada de Tanques (Reserva), formada en 2017
4. 5.ª Brigada de Tanques (Reserva), formada en 2016[4]
5. 17.ª Brigada de Tanques, Krivói Rog,[5] Óblast de Dnipropetrovsk
6. 12.º Batallón de Tanques , Honcharivske,[6] Óblast de Chernígov
7. 14.ª Brigada de Tanques (Reserva), formada en 2015 (posible inactiva)

## Equipo
- M55S, T-62, T-64, T-72, PT-91 Twardy,  T-80, T-84, T-90, M-84 tanques de batalla principales en batallones blindados
- BMP-1, BMP-2, BVP M-80 y AIFV vehículos de combate de infantería sobre orugas en batallones de infantería mecanizada sobre orugas
- BTR-3, BTR-4 vehículos de combate de infantería con ruedas en batallones de infantería mecanizada con ruedas
- BTR-60, BTR-70, BTR-80, VAB, M1117, TAB-71M, Patria Pasi vehículos blindados de transporte de personal con ruedas en batallones de infantería mecanizada con ruedas
- MT-LB, GT-MU y M113 vehículos blindados de transporte de personal sobre orugas en batallones de infantería mecanizada sobre orugas
- BRDM-2 vehículos blindados de exploración y reconocimiento, algunos en configuración de cazatanque
- MT-LB-12 (TD) vehículos cazatanque sobre orugas

## Enlace
- Esta obra contiene una traducción  derivada de «Armoured Forces (Ukraine)» de Wikipedia en inglés, publicada por sus editores bajo la Licencia de documentación libre de GNU y la Licencia Creative Commons Atribución-CompartirIgual 4.0 Internacional.